# Lista siturilor arheologice din județul Mureș - B
Lista siturilor arheologice din județul Mureș - B conține toate siturile arheologice din județul Mureș înscrise în Repertoriul Arheologic Național (RAN) și aflate în localități al căror nume începe cu litera B. RAN este administrat de Ministerul Culturii și Patrimoniului Național și cuprinde date științifice, cartografice, topografice, imagini și planuri, precum și orice alte informații privitoare la zonele cu potențial arheologic, studiate sau nu, încă existente sau dispărute.
Puteți căuta un sit din localitățile care încep cu litera B folosind formularul de mai jos sau puteți naviga prin toate siturile din județ la Lista siturilor arheologice din județul Mureș.
| Cod RAN                                    | Denumire | Localitate                                                  | Adresă                      | Datare                                           | Descoperit | Coordonate                                      | Imagine           | Erori            |
| ------------------------------------------ | --- | ----------------------------------------------------------- | --------------------------- | ------------------------------------------------ | ---------- | ----------------------------------------------- | ----------------- | ---------------- |
| 115398.01.02 (Cod LMI: MS-I-s-B-15340)     | Situl funerar de la Band - "Cetatea Surpăturii" / ansamblu anonim (Categorie: descoperire funerară) (Tip: Necropolă)                          | sat Band, comuna Band                                       | Cetatea Surpăturii          | Suciu de Sus                                     |            | 46°34′50″N 24°21′00″E / 46.58055°N 24.35°E      | Încărcați imagine | Raportați eroare |
| 115398.01.03 (Cod LMI: MS-I-s-B-15340)     | Situl funerar de la Band - "Cetatea Surpăturii" / ansamblu anonim (Categorie: descoperire funerară) (Tip: Necropolă de inhumație)             | sat Band, comuna Band                                       | Cetatea Surpăturii          |                                                  |            | 46°34′50″N 24°21′00″E / 46.58055°N 24.35°E      | Încărcați imagine | Raportați eroare |
| 115398.01.01 (Cod LMI: MS-I-s-B-15340)     | Situl funerar de la Band - "Cetatea Surpăturii" / ansamblu Necropolă celtică (Categorie: descoperire funerară) (Tip: Necropolă)               | sat Band, comuna Band                                       | Cetatea Surpăturii          | Celtică                                          |            | 46°34′50″N 24°21′00″E / 46.58055°N 24.35°E      | Încărcați imagine | Raportați eroare |
| 115539.01.05 (Cod LMI: MS-I-m-B-15342.04)  | Situl arheologic de la Batoș - "Gledinel" / ansamblu anonim (Categorie: locuire civilă) (Tip: Așezare)                                        | sat Batoș, comuna Batoș                                     | Gledinel                    |                                                  |            | 46°54′N 24°30′E / 46.9°N 24.5°E                 | Încărcați imagine | Raportați eroare |
| 115539.01.06 (Cod LMI: MS-I-m-B-15342.03)  | Situl arheologic de la Batoș - "Gledinel" / ansamblu anonim (Categorie: locuire civilă) (Tip: Așezare)                                        | sat Batoș, comuna Batoș                                     | Gledinel                    | geto-dacică                                      |            | 46°54′N 24°30′E / 46.9°N 24.5°E                 | Încărcați imagine | Raportați eroare |
| 115539.01.07 (Cod LMI: MS-I-m-B-15342.02)  | Situl arheologic de la Batoș - "Gledinel" / ansamblu anonim (Categorie: locuire civilă) (Tip: Așezare)                                        | sat Batoș, comuna Batoș                                     | Gledinel                    |                                                  |            | 46°54′N 24°30′E / 46.9°N 24.5°E                 | Încărcați imagine | Raportați eroare |
| 115539.01.08 (Cod LMI: MS-I-m-B-15342.01)  | Situl arheologic de la Batoș - "Gledinel" / ansamblu anonim (Categorie: locuire civilă) (Tip: Așezare)                                        | sat Batoș, comuna Batoș                                     | Gledinel                    | sec. VIII - X                                    |            | 46°54′N 24°30′E / 46.9°N 24.5°E                 | Încărcați imagine | Raportați eroare |
| 115539.01.01 (Cod LMI: MS-I-s-B-15342)     | Situl arheologic de la Batoș - "Gledinel" / ansamblu anonim (Categorie: locuire civilă) (Tip: Așezare)                                        | sat Batoș, comuna Batoș                                     | Gledinel                    | Petrești                                         |            | 46°54′N 24°30′E / 46.9°N 24.5°E                 | Încărcați imagine | Raportați eroare |
| 115539.01.02 (Cod LMI: MS-I-m-B-15342.08)  | Situl arheologic de la Batoș - "Gledinel" / ansamblu anonim (Categorie: locuire civilă) (Tip: Așezare)                                        | sat Batoș, comuna Batoș                                     | Gledinel                    | Starčevo - Criș                                  |            | 46°54′N 24°30′E / 46.9°N 24.5°E                 | Încărcați imagine | Raportați eroare |
| 115539.01.03 (Cod LMI: MS-I-m-B-15342.05)  | Situl arheologic de la Batoș - "Gledinel" / ansamblu anonim (Categorie: locuire civilă) (Tip: Așezare)                                        | sat Batoș, comuna Batoș                                     | Gledinel                    | Coțofeni                                         |            | 46°54′N 24°30′E / 46.9°N 24.5°E                 | Încărcați imagine | Raportați eroare |
| 115539.01.04 (Cod LMI: MS-I-m-B-15342.07)  | Situl arheologic de la Batoș - "Gledinel" / ansamblu anonim (Categorie: locuire civilă) (Tip: Așezare)                                        | sat Batoș, comuna Batoș                                     | Gledinel                    | Wietenberg                                       |            | 46°54′N 24°30′E / 46.9°N 24.5°E                 | Încărcați imagine | Raportați eroare |
| 115539.02.01 (Cod LMI: MS-I-s-A-15343)     | Situl arheologic de la Batoș - "La Cetate" / ansamblu anonim (Categorie: locuire civilă) (Tip: Așezare fortificată)                           | sat Batoș, comuna Batoș                                     | La Cetate                   | Coțofeni                                         |            | 46°54′00″N 24°41′00″E / 46.9°N 24.68333°E       | Încărcați imagine | Raportați eroare |
| 115539.02.02 (Cod LMI: MS-I-s-A-15343)     | Situl arheologic de la Batoș - "La Cetate" / ansamblu anonim (Categorie: locuire civilă) (Tip: Așezare fortificată)                           | sat Batoș, comuna Batoș                                     | La Cetate                   | sec. XIII                                        |            | 46°54′00″N 24°41′00″E / 46.9°N 24.68333°E       | Încărcați imagine | Raportați eroare |
| 118012.01.01 (Cod LMI: MS-I-s-B-15344)     | Necropola hallstattiană de la Băița - "La Jie" / ansamblu anonim (Categorie: descoperire funerară) (Tip: Necropolă birituală)                 | sat Băița, comuna Lunca                                     | La Jie                      | sec. VI - V î.Hr.                                |            | 46°50′00″N 24°32′00″E / 46.83333°N 24.53333°E   | Încărcați imagine | Raportați eroare |
| 118012.01.02 (Cod LMI: MS-I-s-B-15344)     | Necropola hallstattiană de la Băița - "La Jie" / ansamblu anonim (Categorie: descoperire funerară) (Tip: Necropolă birituală)                 | sat Băița, comuna Lunca                                     | La Jie                      | sf. sec. VI - prima jumătate a sec. V î.Hr.      |            | 46°50′00″N 24°32′00″E / 46.83333°N 24.53333°E   | Încărcați imagine | Raportați eroare |
| 115325.01.01 (Cod LMI: MS-I-s-B-15345)     | Situl arheologic de la Bernadea - "Dâmbău" / ansamblu anonim (Categorie: locuire) (Tip: Așezare)                                              | sat Bernadea, comuna Bahnea                                 | Dâmbău                      | Starčevo - Criș                                  |            | 46°22′00″N 24°26′00″E / 46.36666°N 24.43333°E   | Încărcați imagine | Raportați eroare |
| 115325.01.02 (Cod LMI: MS-I-s-B-15345)     | Situl arheologic de la Bernadea - "Dâmbău" / ansamblu anonim (Categorie: locuire) (Tip: Așezare)                                              | sat Bernadea, comuna Bahnea                                 | Dâmbău                      | Petrești                                         |            | 46°22′00″N 24°26′00″E / 46.36666°N 24.43333°E   | Încărcați imagine | Raportați eroare |
| 115325.01.03 (Cod LMI: MS-I-s-B-15345)     | Situl arheologic de la Bernadea - "Dâmbău" / ansamblu anonim (Categorie: locuire) (Tip: Așezare fortificată)                                  | sat Bernadea, comuna Bahnea                                 | Dâmbău                      | Wietenberg                                       |            | 46°22′00″N 24°26′00″E / 46.36666°N 24.43333°E   | Încărcați imagine | Raportați eroare |
| 115325.01.04 (Cod LMI: MS-I-s-B-15345)     | Situl arheologic de la Bernadea - "Dâmbău" / ansamblu anonim (Categorie: locuire) (Tip: Așezare fortificată)                                  | sat Bernadea, comuna Bahnea                                 | Dâmbău                      | geto-dacică                                      |            | 46°22′00″N 24°26′00″E / 46.36666°N 24.43333°E   | Încărcați imagine | Raportați eroare |
| 115325.01.05 (Cod LMI: MS-I-s-B-15345)     | Situl arheologic de la Bernadea - "Dâmbău" / ansamblu anonim (Categorie: locuire) (Tip: Necropolă)                                            | sat Bernadea, comuna Bahnea                                 | Dâmbău                      | Sighișoara - Wietenberg                          |            | 46°22′00″N 24°26′00″E / 46.36666°N 24.43333°E   | Încărcați imagine | Raportați eroare |
| 115325.01.06 (Cod LMI: MS-I-s-B-15345)     | Situl arheologic de la Bernadea - "Dâmbău" / ansamblu anonim (Categorie: locuire) (Tip: Așezare)                                              | sat Bernadea, comuna Bahnea                                 | Dâmbău                      | ceramicii liniare                                |            | 46°22′00″N 24°26′00″E / 46.36666°N 24.43333°E   | Încărcați imagine | Raportați eroare |
| 115325.01.07 (Cod LMI: MS-I-s-B-15345)     | Situl arheologic de la Bernadea - "Dâmbău" / ansamblu anonim (Categorie: locuire) (Tip: Așezare)                                              | sat Bernadea, comuna Bahnea                                 | Dâmbău                      | Coțofeni                                         |            | 46°22′00″N 24°26′00″E / 46.36666°N 24.43333°E   | Încărcați imagine | Raportați eroare |
| 119359.01.01 (Cod LMI: MS-I-m-B-15346.02)  | Situl arheologic de la Bezid - "Fâneața Mare" / ansamblu anonim (Categorie: locuire civilă) (Tip: Așezare)                                    | localitate componentă Bezid, oraș Sângeorgiu de Pădure      | Fâneața Mare                | geto-dacică                                      |            | 46°24′00″N 24°52′00″E / 46.4°N 24.86667°E       | Încărcați imagine | Raportați eroare |
| 119359.01.02 (Cod LMI: MS-I-m-B-15346.01)  | Situl arheologic de la Bezid - "Fâneața Mare" / ansamblu anonim (Categorie: locuire civilă) (Tip: Așezare)                                    | localitate componentă Bezid, oraș Sângeorgiu de Pădure      | Fâneața Mare                | sec. VI - VII d.Hr.                              |            | 46°24′00″N 24°52′00″E / 46.4°N 24.86667°E       | Încărcați imagine | Raportați eroare |
| 119359.02.01 (Cod LMI: MS-I-s-B-15347)     | Așezarea Latene de la Bezid - "Loț" / ansamblu anonim (Categorie: locuire civilă) (Tip: Așezare)                                              | localitate componentă Bezid, oraș Sângeorgiu de Pădure      | Loț                         | geto-dacică                                      |            | 46°24′N 24°51′E / 46.4°N 24.85°E                | Încărcați imagine | Raportați eroare |
| 119359.03 (Cod LMI: MS-I-s-B-15348)        | Așezarea din epoca migrațiilor de la Bezid (Categorie: locuire civilă) (Tip: așezare)                                                         | localitate componentă Bezid, oraș Sângeorgiu de Pădure      |                             | sec. III - IV d.Hr.                              |            | 46°24′N 24°51′E / 46.4°N 24.85°E                | Încărcați imagine | Raportați eroare |
| 119359.03.01 (Cod LMI: MS-I-s-B-15348)     | Așezarea din epoca migrațiilor de la Bezid / ansamblu anonim (Categorie: locuire civilă) (Tip: Așezare)                                       | localitate componentă Bezid, oraș Sângeorgiu de Pădure      |                             | Sântana de Mureș - Cerneahov sec. III - IV d.Hr. |            | 46°24′N 24°51′E / 46.4°N 24.85°E                | Încărcați imagine | Raportați eroare |
| 115833.01.01 (Cod LMI: MS-I-m-B-15349.05)  | Situl arheologic de la Bogata - "Dâlma bisericii" / ansamblu anonim (Categorie: locuire civilă) (Tip: Așezare)                                | sat Bogata, comuna Bogata                                   | Dâlma bisericii             |                                                  |            | 46°27′00″N 24°17′00″E / 46.45°N 24.28333°E      | Încărcați imagine | Raportați eroare |
| 115833.01.03 (Cod LMI: MS-I-m-B-15349.04)  | Situl arheologic de la Bogata - "Dâlma bisericii" / ansamblu anonim (Categorie: locuire civilă) (Tip: Așezare)                                | sat Bogata, comuna Bogata                                   | Dâlma bisericii             | geto-dacică                                      |            | 46°27′00″N 24°17′00″E / 46.45°N 24.28333°E      | Încărcați imagine | Raportați eroare |
| 115833.01.04 (Cod LMI: MS-I-m-B-15349.03)  | Situl arheologic de la Bogata - "Dâlma bisericii" / ansamblu anonim (Categorie: locuire civilă) (Tip: Așezare)                                | sat Bogata, comuna Bogata                                   | Dâlma bisericii             |                                                  |            | 46°27′00″N 24°17′00″E / 46.45°N 24.28333°E      | Încărcați imagine | Raportați eroare |
| 115833.01.05 (Cod LMI: MS-I-m-B-15349.02)  | Situl arheologic de la Bogata - "Dâlma bisericii" / ansamblu anonim (Categorie: locuire civilă) (Tip: Așezare)                                | sat Bogata, comuna Bogata                                   | Dâlma bisericii             | sec. III - IV                                    |            | 46°27′00″N 24°17′00″E / 46.45°N 24.28333°E      | Încărcați imagine | Raportați eroare |
| 115833.01.06 (Cod LMI: MS-I-m-B-15349.01)  | Situl arheologic de la Bogata - "Dâlma bisericii" / ansamblu anonim (Categorie: locuire civilă) (Tip: Așezare)                                | sat Bogata, comuna Bogata                                   | Dâlma bisericii             |                                                  |            | 46°27′00″N 24°17′00″E / 46.45°N 24.28333°E      | Încărcați imagine | Raportați eroare |
| 115833.01.02 (Cod LMI: MS-I-s-B-15349)     | Situl arheologic de la Bogata - "Dâlma bisericii" / ansamblu anonim (Categorie: locuire civilă) (Tip: Așezare)                                | sat Bogata, comuna Bogata                                   | Dâlma bisericii             | Sighișoara - Wietenberg                          |            | 46°27′00″N 24°17′00″E / 46.45°N 24.28333°E      | Încărcați imagine | Raportați eroare |
| 115833.02.01 (Cod LMI: MS-I-s-B-15350)     | Așezarea Latene de la Bogata - "Sub vii" / ansamblu anonim (Categorie: locuire civilă) (Tip: Așezare)                                         | sat Bogata, comuna Bogata                                   | Sub vii                     | geto-dacică                                      |            | 46°27′N 24°18′E / 46.45°N 24.3°E                | Încărcați imagine | Raportați eroare |
| 115833.02.02 (Cod LMI: MS-I-s-B-15350)     | Așezarea Latene de la Bogata - "Sub vii" / ansamblu anonim (Categorie: locuire civilă) (Tip: Așezare)                                         | sat Bogata, comuna Bogata                                   | Sub vii                     | romană                                           |            | 46°27′N 24°18′E / 46.45°N 24.3°E                | Încărcați imagine | Raportați eroare |
| 115833.02.03 (Cod LMI: MS-I-s-B-15350)     | Așezarea Latene de la Bogata - "Sub vii" / ansamblu anonim (Categorie: locuire civilă) (Tip: Așezare)                                         | sat Bogata, comuna Bogata                                   | Sub vii                     | sec. III - VI                                    |            | 46°27′N 24°18′E / 46.45°N 24.3°E                | Încărcați imagine | Raportați eroare |
| 115833.02.04 (Cod LMI: MS-I-s-B-15350)     | Așezarea Latene de la Bogata - "Sub vii" / ansamblu anonim (Categorie: locuire civilă) (Tip: Așezare)                                         | sat Bogata, comuna Bogata                                   | Sub vii                     |                                                  |            | 46°27′N 24°18′E / 46.45°N 24.3°E                | Încărcați imagine | Raportați eroare |
| 115860.01.01 (Cod LMI: MS-I-s-B-15352)     | Situl arheologic de la Breaza - "Cariera de pietriș" / ansamblu anonim (Categorie: locuire civilă) (Tip: Așezare)                             | sat Breaza, comuna Breaza                                   | Cariera de pietriș          | geto-dacică                                      |            | 46°45′00″N 24°35′00″E / 46.75°N 24.58333°E      | Încărcați imagine | Raportați eroare |
| 115860.01.02 (Cod LMI: MS-I-s-B-15352)     | Situl arheologic de la Breaza - "Cariera de pietriș" / ansamblu anonim (Categorie: locuire civilă) (Tip: Așezare)                             | sat Breaza, comuna Breaza                                   | Cariera de pietriș          | Sighișoara - Wietenberg                          |            | 46°45′00″N 24°35′00″E / 46.75°N 24.58333°E      | Încărcați imagine | Raportați eroare |
| 115860.01.03 (Cod LMI: MS-I-s-B-15352)     | Situl arheologic de la Breaza - "Cariera de pietriș" / ansamblu anonim (Categorie: locuire civilă) (Tip: Locuire)                             | sat Breaza, comuna Breaza                                   | Cariera de pietriș          | slavă                                            |            | 46°45′00″N 24°35′00″E / 46.75°N 24.58333°E      | Încărcați imagine | Raportați eroare |
| 115904.01 (Cod LMI: MS-I-s-B-15351)        | Situl arheologic de la Brâncovenești - "Castel" / ansamblu anonim (Categorie: locuire) (Tip: Castel)                                          | sat Brâncovenești, comuna Brâncovenești                     | Castel                      |                                                  |            | 46°52′00″N 24°46′00″E / 46.86666°N 24.76667°E   | Încărcați imagine | Raportați eroare |
| 115904.01.02 (Cod LMI: MS-I-s-B-15351)     | Situl arheologic de la Brâncovenești - "Castel" / ansamblu anonim (Categorie: locuire) (Tip: Așezare civilă)                                  | sat Brâncovenești, comuna Brâncovenești                     | Castel                      | romană sec. II - III                             |            | 46°52′00″N 24°46′00″E / 46.86666°N 24.76667°E   | Încărcați imagine | Raportați eroare |
| 115904.01.03 (Cod LMI: MS-I-s-B-15351)     | Situl arheologic de la Brâncovenești - "Castel" / ansamblu anonim (Categorie: locuire) (Tip: Așezare)                                         | sat Brâncovenești, comuna Brâncovenești                     | Castel                      |                                                  |            | 46°52′00″N 24°46′00″E / 46.86666°N 24.76667°E   | Încărcați imagine | Raportați eroare |
| 115904.01.04 (Cod LMI: MS-I-s-B-15351)     | Situl arheologic de la Brâncovenești - "Castel" / ansamblu anonim (Categorie: locuire) (Tip: Drum)                                            | sat Brâncovenești, comuna Brâncovenești                     | Castel                      | romană sec. II - III                             |            | 46°52′00″N 24°46′00″E / 46.86666°N 24.76667°E   | Încărcați imagine | Raportați eroare |
| 115904.01 (Cod LMI: MS-I-s-B-15351)        | Situl arheologic de la Brâncovenești - "Castel" / ansamblu anonim (Categorie: locuire) (Tip: Castel)                                          | sat Brâncovenești, comuna Brâncovenești                     | Castel                      |                                                  |            | 46°52′00″N 24°46′00″E / 46.86666°N 24.76667°E   | Încărcați imagine | Raportați eroare |
| 115904.01 (Cod LMI: MS-I-s-B-15351)        | Situl arheologic de la Brâncovenești - "Castel" / ansamblu anonim (Categorie: locuire) (Tip: Biserică)                                        | sat Brâncovenești, comuna Brâncovenești                     | Castel                      |                                                  |            | 46°52′00″N 24°46′00″E / 46.86666°N 24.76667°E   | Încărcați imagine | Raportați eroare |
| 115904.01 (Cod LMI: MS-I-s-B-15351)        | Situl arheologic de la Brâncovenești - "Castel" / ansamblu anonim (Categorie: locuire) (Tip: Necropolă)                                       | sat Brâncovenești, comuna Brâncovenești                     | Castel                      |                                                  |            | 46°52′00″N 24°46′00″E / 46.86666°N 24.76667°E   | Încărcați imagine | Raportați eroare |
| 116304.01.01 (Cod LMI: MS-I-s-B-15353)     | Așezarea Latene de la Budiu Mic - "Teleac" / ansamblu anonim (Categorie: locuire civilă) (Tip: Așezare)                                       | sat Budiu Mic, comuna Crăciunești                           | Teleac                      | geto-dacică                                      |            | 46°31′00″N 24°38′00″E / 46.51667°N 24.63333°E   | Încărcați imagine | Raportați eroare |
| 116304.01.02 (Cod LMI: MS-I-s-B-15353)     | Așezarea Latene de la Budiu Mic - "Teleac" / ansamblu anonim (Categorie: locuire civilă) (Tip: tezaur)                                        | sat Budiu Mic, comuna Crăciunești                           | Teleac                      | romană sec. IV a.Chr.                            |            | 46°31′00″N 24°38′00″E / 46.51667°N 24.63333°E   | Încărcați imagine | Raportați eroare |
| 116304.01.03 (Cod LMI: MS-I-s-B-15353)     | Așezarea Latene de la Budiu Mic - "Teleac" / ansamblu anonim (Categorie: locuire civilă) (Tip: necropola)                                     | sat Budiu Mic, comuna Crăciunești                           | Teleac                      |                                                  |            | 46°31′00″N 24°38′00″E / 46.51667°N 24.63333°E   | Încărcați imagine | Raportați eroare |
| 115539.03.01 (Cod LMI: MS-I-s-B-15341)     | Așezarea Sântana de Mureș de la Batoș - "Grajduri" / ansamblu anonim (Categorie: locuire civilă) (Tip: Așezare)                               | sat Batoș, comuna Batoș                                     | Grajduri                    | Sântana de Mureș - Cerneahov sec. III - IV       |            | 46°54′00″N 24°40′00″E / 46.9°N 24.66667°E       | Încărcați imagine | Raportați eroare |
| 114621.01.01                               | Așezarea culturii Sighișoara-Wiettenberg de la Bârlbășoaia-Fundul Chizdelii / ansamblu anonim (Categorie: locuire civilă) (Tip: Așezare)      | sat Bârlibășoaia, comuna Albești                            | Fundul Chizdelii            | Sighișoara - Wietenberg                          |            |                                                 | Încărcați imagine | Raportați eroare |
| 114630.01                                  | Cetatea dacică de la Boiu - "Dealul Dobelor" (Categorie: locuire) (Tip: cetate)                                                               | sat Boiu, comuna Albești                                    | Dealul Dobelor              |                                                  |            |                                                 | Încărcați imagine | Raportați eroare |
| 114630.01.01                               | Cetatea dacică de la Boiu - "Dealul Dobelor" / ansamblu anonim (Categorie: locuire) (Tip: Cetate)                                             | sat Boiu, comuna Albești                                    | Dealul Dobelor              |                                                  |            |                                                 | Încărcați imagine | Raportați eroare |
| 114630.02.01                               | Așezarea de epoca bronzului de la Boiu - "Sub Arini" / ansamblu anonim (Categorie: locuire civilă) (Tip: Așezare)                             | sat Boiu, comuna Albești                                    | Sub Arini                   | Sighișoara - Wietenberg                          |            |                                                 | Încărcați imagine | Raportați eroare |
| 114630.03.01                               | Așezarea rurală de la Boiu - "Fața Mică" / ansamblu anonim (Categorie: locuire civilă) (Tip: Așezare)                                         | sat Boiu, comuna Albești                                    | Fața Mică                   | daco-romană                                      |            |                                                 | Încărcați imagine | Raportați eroare |
| 115316.01                                  | Mormântul în cistă de la Bahnea / ansamblu anonim (Categorie: descoperire funerară)                                                           | sat Bahnea, comuna Bahnea                                   |                             |                                                  |            |                                                 | Încărcați imagine | Raportați eroare |
| 115316.01.01                               | Mormântul în cistă de la Bahnea / ansamblu anonim (Categorie: descoperire funerară) (Tip: Mormânt)                                            | sat Bahnea, comuna Bahnea                                   |                             | Schneckenberg                                    |            |                                                 | Încărcați imagine | Raportați eroare |
| 115325.02.01                               | Așezarea feudală de la Bernadea - "Podei" / ansamblu anonim (Categorie: locuire civilă) (Tip: Așezare)                                        | sat Bernadea, comuna Bahnea                                 | Podei                       | sec. XI-XII                                      |            |                                                 | Încărcați imagine | Raportați eroare |
| 115398.02.01                               | Așezarea culturii Coțofeni de la Band- "La râpe" / ansamblu anonim (Categorie: locuire civilă) (Tip: Locuire)                                 | sat Band, comuna Band                                       | La râpe                     | Coțofeni                                         |            |                                                 | Încărcați imagine | Raportați eroare |
| 115398.03.01                               | Situl arheologic de la Band - "Valea Lechinței" / ansamblu anonim (Categorie: locuire civilă) (Tip: Așezare)                                  | sat Band, comuna Band                                       | Valea Lechinței             | Coțofeni                                         |            |                                                 | Încărcați imagine | Raportați eroare |
| 115398.03.02                               | Situl arheologic de la Band - "Valea Lechinței" / ansamblu anonim (Categorie: locuire civilă) (Tip: Așezare)                                  | sat Band, comuna Band                                       | Valea Lechinței             |                                                  |            |                                                 | Încărcați imagine | Raportați eroare |
| 115398.04.01                               | Așezarea de epoca bronzului din punctul "Mocaia" / ansamblu anonim (Categorie: locuire civilă) (Tip: Așezare)                                 | sat Band, comuna Band                                       | Mocaia                      |                                                  |            |                                                 | Încărcați imagine | Raportați eroare |
| 115398.05.01                               | Situl arheologic de la Band - "Cioncaș" / ansamblu anonim (Categorie: locuire civilă) (Tip: Așezare)                                          | sat Band, comuna Band                                       | Cioncaș                     | Noua                                             |            |                                                 | Încărcați imagine | Raportați eroare |
| 115398.05.02                               | Situl arheologic de la Band - "Cioncaș" / ansamblu anonim (Categorie: locuire civilă) (Tip: Așezare)                                          | sat Band, comuna Band                                       | Cioncaș                     |                                                  |            |                                                 | Încărcați imagine | Raportați eroare |
| 115398.06.01                               | Situl arheologic de la Band - "În spatele gării" / ansamblu anonim (Categorie: locuire civilă) (Tip: Așezare)                                 | sat Band, comuna Band                                       | În spatele gării            | Noua                                             |            |                                                 | Încărcați imagine | Raportați eroare |
| 115398.06.02                               | Situl arheologic de la Band - "În spatele gării" / ansamblu anonim (Categorie: locuire civilă) (Tip: Așezare)                                 | sat Band, comuna Band                                       | În spatele gării            |                                                  |            |                                                 | Încărcați imagine | Raportați eroare |
| 115398.06.03                               | Situl arheologic de la Band - "În spatele gării" / ansamblu anonim (Categorie: locuire civilă) (Tip: Așezare)                                 | sat Band, comuna Band                                       | În spatele gării            |                                                  |            |                                                 | Încărcați imagine | Raportați eroare |
| 115398.07                                  | Tezaurul monetar de la Band - "Cetate" / ansamblu anonim (Categorie: depozit/tezaur)                                                          | sat Band, comuna Band                                       | Cetate                      |                                                  |            |                                                 | Încărcați imagine | Raportați eroare |
| 115398.07.01                               | Tezaurul monetar de la Band - "Cetate" / ansamblu anonim (Categorie: depozit/tezaur) (Tip: tezaur)                                            | sat Band, comuna Band                                       | Cetate                      |                                                  |            |                                                 | Încărcați imagine | Raportați eroare |
| 115398.08.01                               | Locuința romană de la Band - "Măgura" / ansamblu anonim (Categorie: locuire civilă) (Tip: Locuire)                                            | sat Band, comuna Band                                       | Măgura                      |                                                  |            |                                                 | Încărcați imagine | Raportați eroare |
| 115539.04.01                               | Așezarea Coțofeni de la Batoș - "Valea Luțului" / ansamblu anonim (Categorie: locuire civilă) (Tip: Așezare)                                  | sat Batoș, comuna Batoș                                     | Valea Luțului               | Coțofeni                                         |            |                                                 | Încărcați imagine | Raportați eroare |
| 115539.05                                  | Mormântul hallstattian de la Batoș-Neue Halde / ansamblu anonim (Categorie: descoperire funerară)                                             | sat Batoș, comuna Batoș                                     | Neue Halde                  |                                                  |            |                                                 | Încărcați imagine | Raportați eroare |
| 115539.05.01                               | Mormântul hallstattian de la Batoș-Neue Halde / ansamblu anonim (Categorie: descoperire funerară) (Tip: Mormânt de inhumație)                 | sat Batoș, comuna Batoș                                     | Neue Halde                  | scitică sec.VI-V a.Ch.                           |            |                                                 | Încărcați imagine | Raportați eroare |
| 115539.06                                  | Mormânt de inhumație tip Ciumbrud - "Lotul Dumbrava" / ansamblu anonim (Categorie: descoperire funerară)                                      | sat Batoș, comuna Batoș                                     | Lotul Dumbrava              |                                                  |            |                                                 | Încărcați imagine | Raportați eroare |
| 115539.06.01                               | Mormânt de inhumație tip Ciumbrud - "Lotul Dumbrava" / ansamblu anonim (Categorie: descoperire funerară) (Tip: Mormânt)                       | sat Batoș, comuna Batoș                                     | Lotul Dumbrava              | scitică sec. IV a.Ch                             |            |                                                 | Încărcați imagine | Raportați eroare |
| 119260.01                                  | Topor din cupru la Balda - "Globeț" (Categorie: descoperire izolată) (Tip: obiect izolat)                                                     | localitate componentă Balda, oraș Sarmașu                   | Globeț                      |                                                  |            |                                                 | Încărcați imagine | Raportați eroare |
| 115398.09.01                               | Așezarea și mormântul neolitic de la Band / ansamblu anonim (Categorie: locuire civilă) (Tip: Așezare)                                        | sat Band, comuna Band                                       |                             | Starčevo - Criș                                  |            |                                                 | Încărcați imagine | Raportați eroare |
| 115398.09.02                               | Așezarea și mormântul neolitic de la Band / ansamblu anonim (Categorie: locuire civilă) (Tip: Mormânt)                                        | sat Band, comuna Band                                       |                             | Bodrogkeresztur                                  |            |                                                 | Încărcați imagine | Raportați eroare |
| 115584.01.01                               | Așezarea eneolitică de la Băgaciu - "Viile Băgaciului" / ansamblu anonim (Categorie: locuire civilă) (Tip: Așezare)                           | sat Băgaciu, comuna Băgaciu                                 | Viile Băgaciului            |                                                  |            |                                                 | Încărcați imagine | Raportați eroare |
| 119368.01                                  | Unelte neolitice la Bezidu Nou (Categorie: descoperire izolată) (Tip: obiect izolat)                                                          | localitate componentă Bezidu Nou, oraș Sângeorgiu de Pădure |                             |                                                  |            |                                                 | Încărcați imagine | Raportați eroare |
| 115780.01                                  | Unealtă neolitică descoperită la Bichiș (Categorie: descoperire izolată) (Tip: obiect izolat)                                                 | sat Bichiș, comuna Bichiș                                   |                             |                                                  |            |                                                 | Încărcați imagine | Raportați eroare |
| 115833.03.01                               | Descoperirea funerară de la Bogata - "Podul C.F.R" / ansamblu anonim (Categorie: descoperire funerară) (Tip: mormânt)                         | sat Bogata, comuna Bogata                                   | Cantonul nr.13              | Bodrogkeresztur                                  |            |                                                 | Încărcați imagine | Raportați eroare |
| 115833.03.02                               | Descoperirea funerară de la Bogata - "Podul C.F.R" / ansamblu anonim (Categorie: descoperire funerară) (Tip: Așezare)                         | sat Bogata, comuna Bogata                                   | Cantonul nr.13              | Coțofeni                                         |            |                                                 | Încărcați imagine | Raportați eroare |
| 115833.04.01                               | Așezarea neolitică de la Bogata - "Deasupra Satului" / ansamblu anonim (Categorie: locuire civilă) (Tip: Așezare)                             | sat Bogata, comuna Bogata                                   | Deasupra Satului            | Turdaș                                           |            |                                                 | Încărcați imagine | Raportați eroare |
| 116411.01                                  | Topor neolitic de la Bord (Categorie: descoperire izolată) (Tip: obiect izolat)                                                               | sat Bord, comuna Cucerdea                                   |                             |                                                  |            |                                                 | Încărcați imagine | Raportați eroare |
| 117453.01                                  | Topor eneolitic din piatră la Bicașu (Categorie: descoperire izolată) (Tip: obiect izolat)                                                    | sat Bicașu, comuna Hodac                                    |                             |                                                  |            |                                                 | Încărcați imagine | Raportați eroare |
| 115860.02.01                               | Așezarea eneolitică de la Breaza - Ogorul lui Santa Mihaly / ansamblu anonim (Categorie: locuire civilă) (Tip: Așezare)                       | sat Breaza, comuna Breaza                                   | Ogorul lui Santa Mihaly     |                                                  |            |                                                 | Încărcați imagine | Raportați eroare |
| 115584.02.01                               | Așezarea de epoca bronzului de la Băgaciu / ansamblu anonim (Categorie: locuire civilă) (Tip: Așezare)                                        | sat Băgaciu, comuna Băgaciu                                 |                             |                                                  |            |                                                 | Încărcați imagine | Raportați eroare |
| 115717.01.01                               | Turnul de observație de la Beica de Jos / ansamblu anonim (Categorie: fortificație) (Tip: Turn)                                               | sat Beica de Jos, comuna Beica de Jos                       | Pădurea Mociar              | romană                                           |            |                                                 | Încărcați imagine | Raportați eroare |
| 115833.05.01                               | Fortificația de pământ de la Bogata - "Cetate" / ansamblu anonim (Categorie: fortificație) (Tip: Fortificație)                                | sat Bogata, comuna Bogata                                   | Cetate                      | sec. XI - XII                                    |            |                                                 | Încărcați imagine | Raportați eroare |
| 115833.06.01                               | Necropola preistorică de la Bogata - "Cariera de pietriș" / ansamblu anonim (Categorie: descoperire funerară) (Tip: Necropolă)                | sat Bogata, comuna Bogata                                   | Cariera de pietriș          | Bodrogkeresztur                                  |            |                                                 | Încărcați imagine | Raportați eroare |
| 115833.06.03                               | Necropola preistorică de la Bogata - "Cariera de pietriș" / ansamblu anonim (Categorie: descoperire funerară) (Tip: Așezare)                  | sat Bogata, comuna Bogata                                   | Cariera de pietriș          |                                                  |            |                                                 | Încărcați imagine | Raportați eroare |
| 115833.06.02                               | Necropola preistorică de la Bogata - "Cariera de pietriș" / ansamblu anonim (Categorie: descoperire funerară) (Tip: necropola)                | sat Bogata, comuna Bogata                                   | Cariera de pietriș          | Noua                                             |            |                                                 | Încărcați imagine | Raportați eroare |
| 115833.07.01                               | Drumul roman de la Bogata / ansamblu anonim (Categorie: construcție) (Tip: Drum)                                                              | sat Bogata, comuna Bogata                                   |                             | romană                                           |            |                                                 | Încărcați imagine | Raportați eroare |
| 115833.08.01                               | Așezarea rurală romană de la Bogata / ansamblu anonim (Categorie: locuire civilă) (Tip: Așezare)                                              | sat Bogata, comuna Bogata                                   |                             | romană sec. II p.Chr                             |            |                                                 | Încărcați imagine | Raportați eroare |
| 115833.09.01                               | Tezaurul de tetradrahme de la Bogata / ansamblu anonim (Categorie: depozit/tezaur) (Tip: tezaur)                                              | sat Bogata, comuna Bogata                                   |                             | dacică sec. I a.Chr. - începutul sec. I p.Chr    |            |                                                 | Încărcați imagine | Raportați eroare |
| 115833.10.01                               | Depozitul de obiecte de bronz de la Bogata / ansamblu anonim (Categorie: depozit/tezaur) (Tip: Depozit)                                       | sat Bogata, comuna Bogata                                   |                             |                                                  |            |                                                 | Încărcați imagine | Raportați eroare |
| 115904.02.01                               | Așezarea romană de la Brâncovenești - "Sălaș" / ansamblu anonim (Categorie: locuire civilă) (Tip: Așezare)                                    | sat Brâncovenești, comuna Brâncovenești                     | Sălaș                       | romană                                           |            |                                                 | Încărcați imagine | Raportați eroare |
| 115904.03.01                               | Drumul roman de la Brâncovenești - "Râpă" / ansamblu anonim (Categorie: construcție) (Tip: Drum)                                              | sat Brâncovenești, comuna Brâncovenești                     | Râpă                        | romană                                           |            |                                                 | Încărcați imagine | Raportați eroare |
| 115904.04.01                               | Necropola de la Brâncovenești - "Pădure" / ansamblu anonim (Categorie: descoperire funerară) (Tip: Necropolă)                                 | sat Brâncovenești, comuna Brâncovenești                     | Pădure                      |                                                  |            |                                                 | Încărcați imagine | Raportați eroare |
| 115904.05.01                               | Situle de bronz hallstattiene de la Brâncovenești - "Pârâul de la Cetatea Fetei" / ansamblu anonim (Categorie: depozit/tezaur) (Tip: Depozit) | sat Brâncovenești, comuna Brâncovenești                     | Pârâul de la Cetatea Fetei  |                                                  |            |                                                 | Încărcați imagine | Raportați eroare |
| 115860.03.01                               | Situl arheologic de la Breaza - "Moară" / ansamblu anonim (Categorie: locuire) (Tip: Așezare)                                                 | sat Breaza, comuna Breaza                                   | Moară                       | Coțofeni                                         |            |                                                 | Încărcați imagine | Raportați eroare |
| 115860.03.02                               | Situl arheologic de la Breaza - "Moară" / ansamblu anonim (Categorie: locuire) (Tip: Așezare)                                                 | sat Breaza, comuna Breaza                                   | Moară                       | Sighișoara - Wietenberg                          |            |                                                 | Încărcați imagine | Raportați eroare |
| 115860.03.03                               | Situl arheologic de la Breaza - "Moară" / ansamblu anonim (Categorie: locuire) (Tip: Așezare)                                                 | sat Breaza, comuna Breaza                                   | Moară                       |                                                  |            |                                                 | Încărcați imagine | Raportați eroare |
| 115860.03.04                               | Situl arheologic de la Breaza - "Moară" / ansamblu anonim (Categorie: locuire) (Tip: Necropolă de incinerație)                                | sat Breaza, comuna Breaza                                   | Moară                       | dacică                                           |            |                                                 | Încărcați imagine | Raportați eroare |
| 115860.03.05                               | Situl arheologic de la Breaza - "Moară" / ansamblu anonim (Categorie: locuire) (Tip: Locuire)                                                 | sat Breaza, comuna Breaza                                   | Moară                       | romană                                           |            |                                                 | Încărcați imagine | Raportați eroare |
| 115860.03.06                               | Situl arheologic de la Breaza - "Moară" / ansamblu anonim (Categorie: locuire) (Tip: Locuire)                                                 | sat Breaza, comuna Breaza                                   | Moară                       | sec. VI                                          |            |                                                 | Încărcați imagine | Raportați eroare |
| 116304.02.02                               | Situl arheologic de la Budiu Mic - "Sălașul tătarilor" / ansamblu anonim (Categorie: locuire civilă) (Tip: Cetate)                            | sat Budiu Mic, comuna Crăciunești                           | Sălașul tătarilor           | sec. XIV-XV                                      |            |                                                 | Încărcați imagine | Raportați eroare |
| 116304.02.01                               | Situl arheologic de la Budiu Mic - "Sălașul tătarilor" / ansamblu anonim (Categorie: locuire civilă) (Tip: Așezare)                           | sat Budiu Mic, comuna Crăciunești                           | Sălașul tătarilor           |                                                  |            |                                                 | Încărcați imagine | Raportați eroare |
| 116304.03.01                               | Așezarea de la Budiu Mic - "Cetatea lui Lucaci" / ansamblu anonim (Categorie: locuire civilă) (Tip: Așezare)                                  | sat Budiu Mic, comuna Crăciunești                           | Cetatea lui Lucaci          |                                                  |            |                                                 | Încărcați imagine | Raportați eroare |
| 118012.02.01                               | Mormântul de inhumație de la Băița - "Vatra Satului" / ansamblu anonim (Categorie: descoperire funerară) (Tip: Mormânt)                       | sat Băița, comuna Lunca                                     | Vatra satului               | Celtică                                          | 1971       |                                                 | Încărcați imagine | Raportați eroare |
| 118110.01.01                               | Tezaurul monetar roman de la Bereni - "Piscul Cetății" / ansamblu anonim (Categorie: locuire civilă) (Tip: tezaur)                            | sat Bereni, comuna Bereni                                   | Piscul cetății              | romană sec.I-II d.Hr.                            | 1979       |                                                 | Încărcați imagine | Raportați eroare |
| 114630.04.01 (Cod LMI: MS-II-m-A-15610)    | Castelul Bethlen de la Boiu / ansamblu Castelul Bethlen (Categorie: construcție) (Tip: Castel)                                                | sat Boiu, comuna Albești                                    |                             | sec. XVII                                        |            | 46°14′56″N 24°52′23″E / 46.248918°N 24.873151°E | Încărcați imagine | Raportați eroare |
| 115904.06.01 (Cod LMI: MS-II-m-A-15616.01) | Castelul Kendy-Kemeny de la Brâncovenești / ansamblu Castelul Kendy-Kemeny (Categorie: construcție) (Tip: Castel)                             | sat Brâncovenești, comuna Brâncovenești                     |                             | sec. XVI                                         |            |                                                 | Încărcați imagine | Raportați eroare |
| 115904.06.02 (Cod LMI: MS-II-a-A-15616)    | Castelul Kendy-Kemeny de la Brâncovenești / ansamblu anonim (Categorie: construcție) (Tip: Parc)                                              | sat Brâncovenești, comuna Brâncovenești                     |                             | sec. XVI                                         |            | 46°51′40″N 24°46′02″E / 46.861214°N 24.767158°E | Încărcați imagine | Raportați eroare |
| 116563.01.01                               | Situl arheologic de la Bistra Mureșului - "Cetate" / ansamblu anonim (Categorie: așezare) (Tip: așezare)                                      | sat Bistra Mureșului, comuna Deda                           | în extravilan, punct Cetate | sec. II - III d.Hr.                              | 2010       | 46°59′06″N 24°53′19″E / 46.98492°N 24.8887°E    | Încărcați imagine | Raportați eroare |
| 116563.01.02                               | Situl arheologic de la Bistra Mureșului - "Cetate" / ansamblu anonim (Categorie: așezare) (Tip: Cetate)                                       | sat Bistra Mureșului, comuna Deda                           | în extravilan, punct Cetate |                                                  | 2010       | 46°59′06″N 24°53′19″E / 46.98492°N 24.8887°E    | Încărcați imagine | Raportați eroare |
| 119260.02.01                               | Așezarea Coțofeni de la Balda - "Dâlma lui Bugli" / ansamblu anonim (Categorie: locuire) (Tip: așezare)                                       | localitate componentă Balda, oraș Sarmașu                   | Dâlma lui Bugli             | Coțofeni                                         |            |                                                 | Încărcați imagine | Raportați eroare |